# Hoa hậu Hoàn vũ 1999
Hoa hậu Hoàn vũ 1999 là cuộc thi Hoa hậu Hoàn vũ lần thứ 48 được tổ chức vào ngày 26 tháng 5 năm 1999 tại Trung tâm Hội nghị Chaguaramas, thành phố Chaguamaras, Trinidad và Tobago. Cuộc thi có sự tham dự của 84 thí sinh. Đêm chung kết, cô gái Mpule Kwelagobe đến từ Botswana đã đăng quang danh hiệu Hoa hậu Hoàn vũ 1999 và được trao vương miện bởi Hoa hậu Hoàn vũ 1998 Wendy Fitzwilliam đến từ Trinidad và Tobago. Đây cũng là lần đầu tiên vào top cũng như chiến thắng đầu tiên của Botswana ngay lần đầu tham gia.

## Kết quả

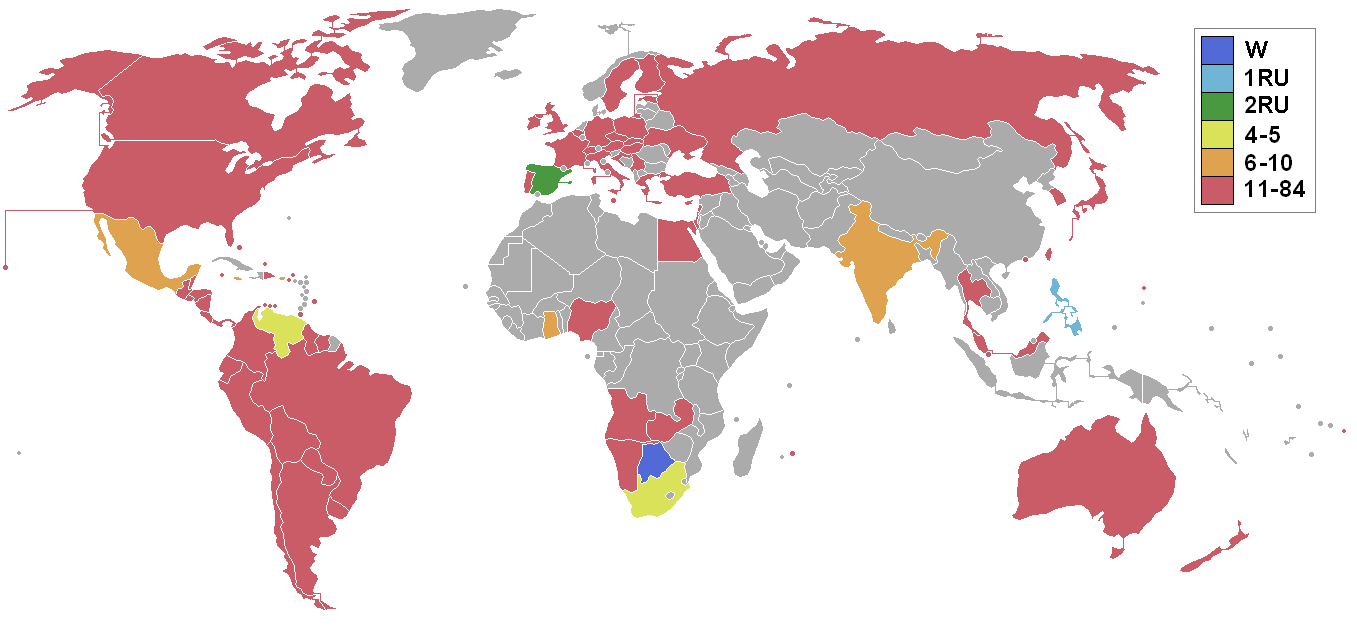
Các quốc gia và vùng lãnh thổ tham gia Hoa hậu Hoàn vũ 1999 và kết quả.

### Thứ hạng
| Kết quả              | Thí sinh |
| -------------------- | --- |
| Hoa hậu Hoàn vũ 1999 | - Botswana – Mpule Kwelagobe |
| Á hậu 1              | - Philippines – Miriam Quiambao                                                                                                   |
| Á hậu 2              | - Tây Ban Nha – Diana Nogueira |
| Top 5                | - Nam Phi – Sonia Raciti - Venezuela – Carolina Indriago                                                                          |
| Top 10               | - Ghana – Akuba Cudjoe - Ấn Độ – Gul Panag - Jamaica – Nicole Haughton - Mexico – Silvia Salgado - Puerto Rico – Brenda Liz Lopez |

### Thứ tự gọi tên
| 1. Tây Ban Nha 2. Mexico 3. Jamaica 4. Puerto Rico 5. Philippines 6. Ghana 7. Botswana 8. Nam Phi 9. Ấn Độ 10. Venezuela · | 1. Nam Phi 2. Venezuela 3. Botswana 4. Tây Ban Nha 5. Philippines · | 1. Tây Ban Nha 2. Philippines 3. Botswana |

### Chung kết
| \| Quốc gia \| Phỏng vấn \| Áo tắm \| Dạ hội \| Trung bình \| Ứng xử Top 5 \| \| ----------- \| ---------- \| ---------- \| ---------- \| ---------- \| ------------ \| \| Tây Ban Nha \| 8.904 (7) \| 9.338 (1) \| 9.450 (1) \| 9.231 (3) \| 9.644 (1) \| \| Botswana \| 9.052 (5) \| 9.188 (4) \| 9.366 (4) \| 9.202 (4) \| 9.488 (2) \| \| Philippines \| 8.787 (9) \| 9.325 (2) \| 9.428 (2) \| 9.180 (5) \| 9.446 (3) \| \| Nam Phi \| 9.249 (2) \| 9.325 (2) \| 9.133 (7) \| 9.236 (1) \| 9.238 (5) \| \| Venezuela \| 9.230 (3) \| 9.088 (6) \| 9.388 (3) \| 9.235 (2) \| 9.349 (4) \| \| Ấn Độ \| 9.275 (1) \| 8.774 (10) \| 9.160 (6) \| 9.070 (6) \| \| \| Mexico \| 8.616 (10) \| 9.143 (5) \| 9.238 (5) \| 8.999 (7) \| \| \| Puerto Rico \| 9.087 (4) \| 8.800 (8) \| 9.086 (8) \| 8.991 (8) \| \| \| Jamaica \| 9.000 (6) \| 8.875 (7) \| 8.754 (9) \| 8.876 (9) \| \| \| Ghana \| 8.850 (8) \| 8.788 (9) \| 8.683 (10) \| 8.774 (10) \| \| | Hoa hậu Á hậu 1 Á hậu 2 Top 5 Top 10 (#) Xếp hạng ở mỗi phần thi |            |            |            |              |
| Quốc gia | Phỏng vấn                                                        | Áo tắm     | Dạ hội     | Trung bình | Ứng xử Top 5 |
| Tây Ban Nha | 8.904 (7)                                                        | 9.338 (1)  | 9.450 (1)  | 9.231 (3)  | 9.644 (1)    |
| Botswana | 9.052 (5)                                                        | 9.188 (4)  | 9.366 (4)  | 9.202 (4)  | 9.488 (2)    |
| Philippines | 8.787 (9)                                                        | 9.325 (2)  | 9.428 (2)  | 9.180 (5)  | 9.446 (3)    |
| Nam Phi | 9.249 (2)                                                        | 9.325 (2)  | 9.133 (7)  | 9.236 (1)  | 9.238 (5)    |
| Venezuela | 9.230 (3)                                                        | 9.088 (6)  | 9.388 (3)  | 9.235 (2)  | 9.349 (4)    |
| Ấn Độ | 9.275 (1)                                                        | 8.774 (10) | 9.160 (6)  | 9.070 (6)  |              |
| Mexico | 8.616 (10)                                                       | 9.143 (5)  | 9.238 (5)  | 8.999 (7)  |              |
| Puerto Rico | 9.087 (4)                                                        | 8.800 (8)  | 9.086 (8)  | 8.991 (8)  |              |
| Jamaica | 9.000 (6)                                                        | 8.875 (7)  | 8.754 (9)  | 8.876 (9)  |              |
| Ghana | 8.850 (8)                                                        | 8.788 (9)  | 8.683 (10) | 8.774 (10) |              |

## Các giải thưởng đặc biệt
| Giải thưởng                                                  | Thí sinh                                  |
| ------------------------------------------------------------ | ----------------------------------------- |
| Hoa hậu Thân thiện                                           | - Bồ Đào Nha – Marisa Ferreira            |
| Hoa hậu Ảnh                                                  | - Puerto Rico – Brenda Liz Lopez          |
| Trang phục dân tộc đẹp nhất                                  | - Trinidad và Tobago – Nicole Simone Dyer |
| Hoa hậu mặc Áo tắm đẹp nhất (Thiết kế bởi Oscar de la Renta) | - Tây Ban Nha – Diana Nogueira            |
| Hoa hậu Phong cách Clairol Herbal Essence                    | - Philippines – Miriam Quiambao           |
| People’s Choice Arward                                       | - Bonaire – Julina Felida                 |

## Hội đồng giám khảo
- Kylie Bax - Người mẫu, diễn viên người New Zealand
- Patrick Demarchelier - Nhiếp ảnh gia thời trang người Pháp
- Melania Knauss - Người mẫu quốc tế.
- Charles Gargano - Cựu Đại sứ Hoa Kỳ tại Trinidad và Tobago
- Sirio Maccioni - Chủ nhà hàng Le Cirque người Ý
- Marcus Schenkenberg - Người mẫu Thụy Điển
- Bruce Smith - Cựu cầu thủ bầu dục của Buffalo Bills
- Diane Smith - Tổng biên tập tại Sports Illustrated, chịu trách nhiệm về ấn bản Áo tắm hàng năm
- Stephanie Seymour - Người mẫu, diễn viên người Mỹ
- Evander Holyfield - Võ sĩ chuyên nghiệp

## Chú ý

### Lần đầu tham gia
- Botswana

### Trở lại
- Lần cuối tham gia vào năm 1966:
  -  Guyana
- Lần cuối tham gia vào năm 1987:
  -  Barbados
- Lần cuối tham gia vào năm 1993:
  -  Áo
  -  Suriname
- Lần cuối tham gia vào năm 1996:
  -  Quần đảo Cayman
  -  Quần đảo Cook
  -  Zambia
- Lần cuối tham gia vào năm 1997:
  -  Quần đảo Turks và Caicos

### Bỏ cuộc
- Guam – Hoa hậu Guam 1999, Tisha Elaine Heflin đã phải rút lui vài ngày trước phần thi sơ khảo, sau khi bị phát hiện mang thai.
- Bulgaria – Hoa hậu Bulgaria 1999, Elena Angelova không thi đấu vì thiếu tài trợ.
- Hà Lan
- Na Uy – Henriette Dankertsen
- Romania – Cuộc thi Hoa hậu Romania 1999 đã bị hủy bỏ và ban tổ chức của họ đã bỏ giấy phép Hoa hậu Hoàn vũ.
- Zimbabwe

### Thay thế
- Barbados – Hoa hậu Barbados 1998, Michelle Selman không dự thi vì lý do không được tiết lộ. Á hậu 1, Olivia Harding thay thế cô.
- Anh Quốc – Người chiến thắng Hoa hậu Hoàn vũ Vương quốc Anh 1999, Nicki Lane quyết định nhường lại vương miện cho Á hậu 1 Cherie Pisiani, sau khi Lane thú nhận rằng cô đã có con năm 14 tuổi.
- Philippines – Người chiến thắng Binibining Pilipinas 1999, Janelle Delfin Bautista đã phải từ chức do các vấn đề về quyền công dân giống như người kế nhiệm năm ngoái, bởi vì cô ấy là công dân Mỹ. Binibining Pilipinas World 1999, Miriam Quiambao đảm nhận danh hiệu Binibining Pilipinas Universe.

### Chỉ định
- Honduras – Daryela Sofía Guerrero Canizales, Á hậu tại cuộc thi Hoa hậu Honduras 1998 đã được giám đốc quốc gia lúc bấy giờ là Eduardo Zablah chỉ định đại diện cho Honduras tại Hoa hậu Hoàn vũ 1999, sau khi cuộc thi Hoa hậu Honduras 1999 bị hủy bỏ do hậu quả của cơn bão Mitch từ tháng 11/1998. Trước đó, cô từng đại diện cho La Ceiba tại Miss Honduras 1998 và Miss Teen International 1997.
- Nicaragua – Liliana Sofía Pilarte Centeno, Á hậu 1 tại cuộc thi Hoa hậu Nicaragua 1998, đã được Viện Du lịch Nicaragua (INTUR) bổ nhiệm là tân Hoa hậu Nicaragua 1999 tại cuộc thi Hoa hậu Hoàn vũ 1999. Sau khi tổ chức tuyên bố rằng không có thời gian và nguồn lực để thực hiện một cuộc thi khác. Vì vậy, Pilarte là nữ hoàng quốc gia trong 2 năm tiếp theo cho đến năm 2001.
- Tây Ban Nha – Diana Nogueira, Top 12 tại cuộc thi Miss España 1999 được tổ chức của cô chỉ định làm đại diện cho Tây Ban Nha tại Hoa hậu Hoàn vũ 1999, sau khi người chiến thắng Miss España 1999, Lorena Bernal không đủ điều kiện vì chưa đủ tuổi nên đã tham dự Hoa hậu Thế giới 1999. Ngoài ra, Á hậu 1, Carmen Fernández, không thể đi thi Hoa hậu Hoàn vũ vì cha cô ốm nặng và đi thi Hoa hậu Quốc tế 1999, còn Á hậu 2, Inma Nadal phải tham gia Hoa hậu Châu Âu 1999, và tổ chức Hoa hậu España đã quyết định chọn Nogueira là đại diện Tây Ban Nha tại Hoa hậu Hoàn vũ 1999. Cô ấy trước đó đã đại diện cho Pontnticra tại cuộc thi quốc gia.